# Meredith Michaels-Beerbaum
Meredith Michaels-Beerbaum (Los Angeles, 26 de dezembro de 1969) é uma ginete de elite alemã, especialista em saltos, medalhista olímpica por equipes na Rio 2016.

## Carreira
Meredith Michaels-Beerbaum por equipes conquistou a medalha de bronze montando Fibonacci, ao lado de Christian Ahlmann Daniel Deusser e Ludger Beerbaum.